# Roman Piotrowski

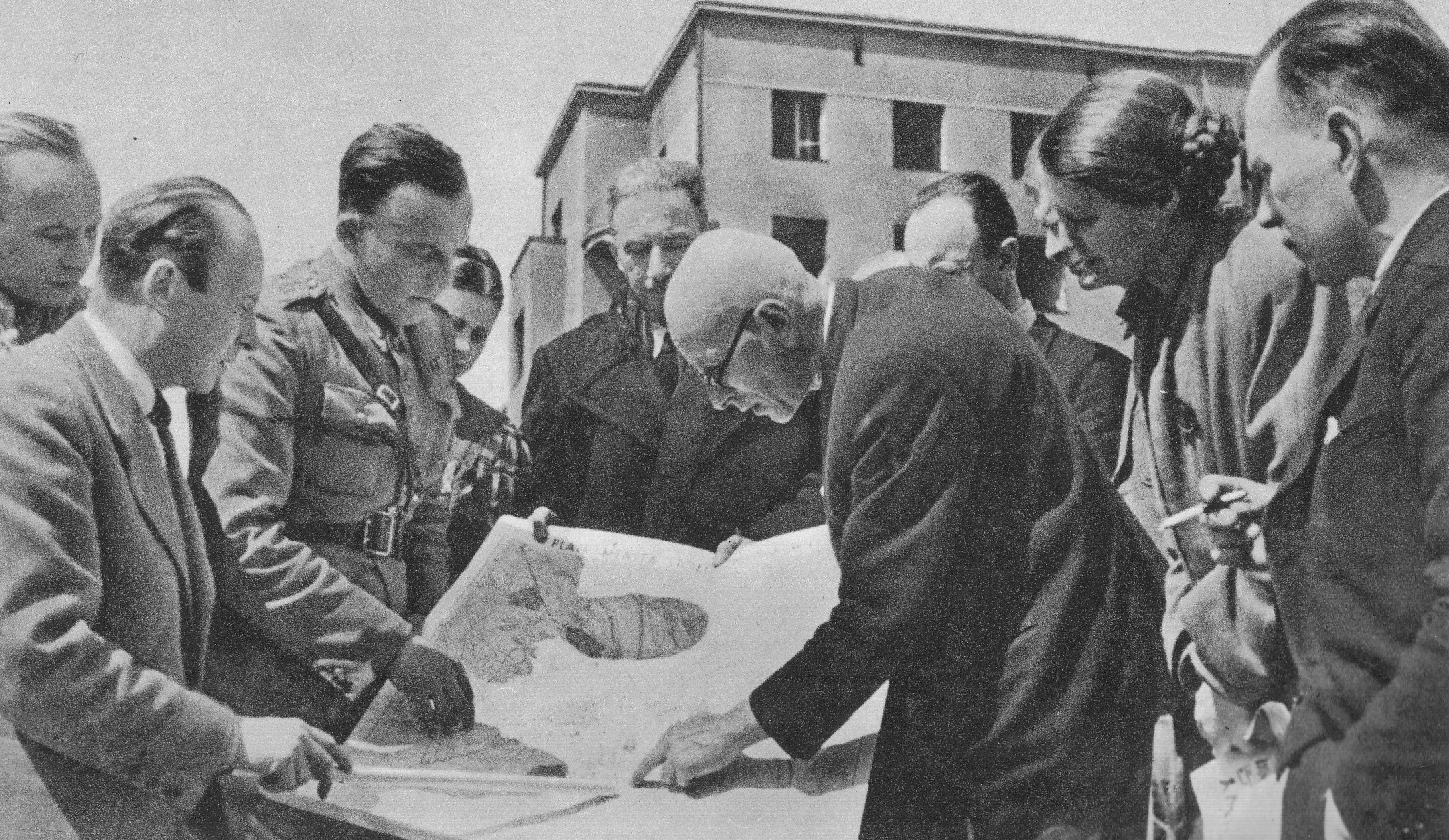
Roman Piotrowski (w środku, pochylony nad mapą) ze współpracownikami z Biura Odbudowy Stolicy (1945)

Roman Piotrowski (ur. 21 stycznia 1895 w Nowym Targu, zm. 17 grudnia 1988 w Warszawie) – polski architekt i polityk. Poseł do Krajowej Rady Narodowej, na Sejm Ustawodawczy oraz na Sejm PRL I kadencji, w latach 1951–1956 minister budownictwa miast i osiedli. Budowniczy Polski Ludowej.

## Życiorys
Architekturę studiował na Politechnice Lwowskiej, potem na Politechnice Warszawskiej, studia ukończył w 1924, a w latach 1921–1935 był asystentem Instytutu Architektury UW. Związany był z grupą Praesens.
W latach 1930–1933 był inżynierem-architektem przedsiębiorstwa „Budozus” i współprojektantem osiedla domków jednorodzinnych ZUS na Żoliborzu (1935). W latach 1934–1944 obejmował kierownictwo techniczne w Towarzystwie Osiedli Robotniczych (TOR). Był członkiem zespołu, który zaprojektował osiedle TOR zbudowane między ulicami Obozową i Bolecha na Kole.
W czasie II wojny światowej był kierownikiem technicznym Społecznego Przedsiębiorstwa Budowlanego działającego przy Warszawskiej Spółdzielni Mieszkaniowej (WSM). Uczestniczył w pracach powołanej przy WSM w 1940 Pracowni Architektoniczno-Urbanistycznej (PAU). Od 1945 do 1949 był kierownikiem Biura Odbudowy Stolicy, a w latach 1945–1947 był również wiceprezydentem m. st. Warszawy. W okresie 1947–1949 piastował urząd komisarza odbudowy Warszawy przy Ministrze Odbudowy, od 1947 był członkiem Naczelnej Rady Odbudowy m. st. Warszawy.
W 1945 wstąpił do Polskiej Partii Robotniczej, a od 1948 był członkiem Polskiej Zjednoczonej Partii Robotniczej. Od 1948 wiceminister Ministerstwa Odbudowy, następnie od 1949 podsekretarz stanu, a następnie kierownik Ministerstwa Budownictwa. Od 11 stycznia 1951 do 11 lipca 1956 minister budownictwa miast i osiedli, następnie w 1956 wiceminister i podsekretarz stanu Ministerstwa Budownictwa. Pełnił mandat poselski do Krajowej Rady Narodowej, na Sejm Ustawodawczy oraz na Sejm PRL I kadencji.
W latach 1956–1961 ambasador PRL w Niemczech Wschodnich. 23 sierpnia 1980 roku dołączył do apelu 64 uczonych, pisarzy i publicystów do władz komunistycznych o podjęcie dialogu ze strajkującymi robotnikami.
Zmarł w Warszawie, pochowany na cmentarzu Powązki Wojskowe (kwatera C39-9-6).

## Projekty
- Budynek biurowy ZUS w Gdyni w 1934

## Ordery i odznaczenia
- Order Budowniczych Polski Ludowej (1979)
- Krzyż Komandorski z Gwiazdą Orderu Odrodzenia Polski (1975)[9]
- Order Krzyża Grunwaldu III klasy (19 lipca 1946)[10]
- Medal za Warszawę 1939–1945 (17 stycznia 1946)[11]
- Pamiątkowy Medal z okazji 40 rocznicy powstania Krajowej Rady Narodowej (1983)[12]
- Złota Odznaka SARP (1977)
- Złota odznaka honorowa „Za Zasługi dla Warszawy” (1960)[13]

## Życie prywatne
Był mężem Anatolii Hryniewickiej-Piotrowskiej.